# Apochthonius knowltoni
Apochthonius knowltoni är en spindeldjursart som beskrevs av William B. Muchmore 1980. Apochthonius knowltoni ingår i släktet Apochthonius och familjen käkklokrypare. Inga underarter finns listade i Catalogue of Life.